# جورج كاسيدي
جورج كاسيدي (بالإنجليزية: George Cassidy)‏ هو عالم عقيدة وسياسي بريطاني، ولد في 17 أكتوبر 1942 في بلفاست في المملكة المتحدة. انتخب أسقف وانتخب Archdeacon of London ‏ (1987 – 1999) وانتخب Bishop of Southwell and Nottingham ‏ (1999 – 2009).